# Vincent Lê Quang Liêm
Vincent Lê Quang Liêm, en vietnamien Vinh Sơn Phạm Hiếu Liêm  (Province de Nam Định, Tonkin en 1732 - Hanoi, Tonkin, 7 novembre 1773) est un religieux dominicain vietnamien du XVIIIe siècle mort martyr au Tonkin (actuel Viêtnam).

## Sa vie
Né dans une famille de la noblesse tonkinoise convertie au catholicisme il est baptisé à la naissance et prend le nom chrétien de Vincent. Il est catéchisé dès son enfance. En 1738, lorsque le roi Philippe V d'Espagne ouvre le Collège de San Juan de Letran (es) et l'Université de Santo Tomas aux Philippines aux étudiants chinois et tonkinois désirant venir y étudier, Liêm et quatre autres Tonkinois alors recommandés par les dominicains espagnols en mission dans le Tonkin prennent la mer pour les Philippines.
En septembre 1753, après avoir terminé ses études à l'Université de Santo Tomas, il demande à entrer dans l'ordre dominicain. En 1758, il est ordonné prêtre et le 3 octobre, il entreprend son voyage de retour vers son pays natal où il arrive le 20 janvier 1759. À son arrivée, il est nommé professeur au séminaire de l'agglomération de Trung Linh dans le District de Xuân Trường. Pendant près de 15 ans il participe à l'évangélisation de sa terre natale. En 1773, alors que les persécutions contre les chrétiens se multiplient, il est arrêté et emprisonné. Les conditions d'emprisonnement sont particulièrement inhumaines. Il est obligé de rester dans une cage où il ne peut ni se lever ni s'allonger. Avec lui un de ses confrères dominicains espagnol partage le même sort, il s'agit de Hyacinthe Castañeda. Etant vietnamien sa condamnation de mort est d'abord convertie en prison mais lui refuse d'être traité différemment de son confrère espagnol. Il est finalement décapité.

## Vénération
Vincent Lê Quang Liêm fut béatifié en 1909 par le pape Pie X et canonisé par le pape Jean-Paul II le 20 juin 1988. Il fait partie de la liste des dits 117 martyrs de Viêtnam. Il est fêté le 7 novembre.